# Los Gaiteros de San Jacinto
Los Gaiteros de San Jacinto est un groupe de musique traditionnelle colombien, originaire du village de San Jacinto, dans le département de Bolívar.

## Biographie
Le groupe, fondé au milieu des années 1940, tire son nom de la gaïta colombienne, instrument à vent traditionnel. Les autres instruments que le groupe utilise pour jouer sa cumbia typique de la partie caribéenne du pays sont des tambours, des maracas et l'accordéon.
En 2007, Los Gaiteros remportent un Latin Grammy Award pour leur album Un fuego de sangre pura,,.